# Horst Haitzinger
Horst Haitzinger, né le 19 juin 1939 à Eferding en Autriche, est un caricaturiste et satiriste politique allemand.

## Biographie
Horst Haitzinger naît le 19 juin 1939 à Eferding, et est le fils d'un fonctionnaire de la gendarmerie. Après de premières études d'arts graphiques à Linz, il part ensuite étudier la peinture et le dessin à Munich, à l'Académie des beaux-arts. Dès 1958, alors qu'il n'est encore qu'étudiant, il publie ses premières caricatures dans le journal satirique allemand Simplicissimus publié par Olaf Iversen de 1954 à 1967.
À partir de 1963, il commence une carrière de dessinateur indépendant pour de nombreux journaux et magazines.
Il vit actuellement à Munich où il dessine encore aujourd'hui, en premier lieu pour des journaux allemands, mais aussi pour des journaux autrichiens, suisses, anglais, et américains. En plus de quarante ans de carrière, on estime qu'il a réalisé plus de 14 000 dessins, principalement à l'encre de Chine ou à l’aquarelle.
En 2006, Haitzinger a reçu le prix de la caricature allemande (Ehrenpreis des Deutschen Kariturenpreises) pour l'intégralité de son œuvre.
Il est également connu pour son combat contre le nucléaire et être un écologiste engagé.